# Ko Samui
Ko Samui (taj. เกาะสมุย) – wyspa w południowej Tajlandii, w Zatoce Tajlandzkiej, oddzielona cieśniną Samui od Półwyspu Malajskiego. Powierzchnia 280 km² – trzecia co do wielkości wyspa kraju. Stanowi część dystryktu Surat Thani (na wyspie znajduje się m.in. budynek sądu okręgowego oraz baza wojskowa).
Wnętrze wyspy jest wyżynno-górzyste (wysokości do 635 m), wybrzeża nizinne z licznymi plażami – największe to Chaweng i Lamai. Lasy równikowe wilgotne.
Ko Samui stanowi część Morskiego Parku Narodowego Ang Thong, obejmującego pobliskie rafy koralowe.
Największa liczba hoteli znajduje się na wschodnim wybrzeżu wyspy – przede wszystkim w miejscowości Chaweng. Na wyspie znajduje się ponad 700 hoteli. Rocznie odwiedza ją ponad 1,2 mln turystów.

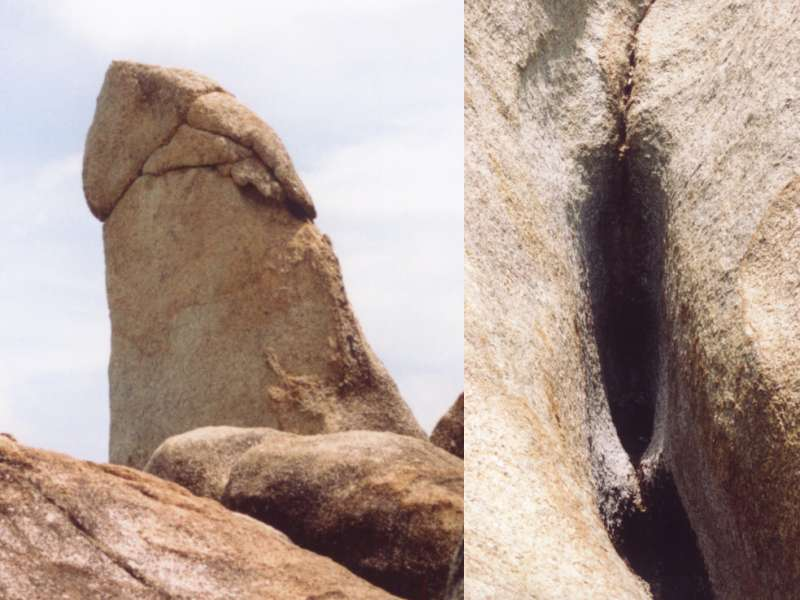
Skały Babcia i Dziadek

Główna miejscowość: Nathon

## Atrakcje
- posąg Wielkiego Buddy
- skały Babcia (Hinta) i Dziadek (Hinya)